# Alcedinidae

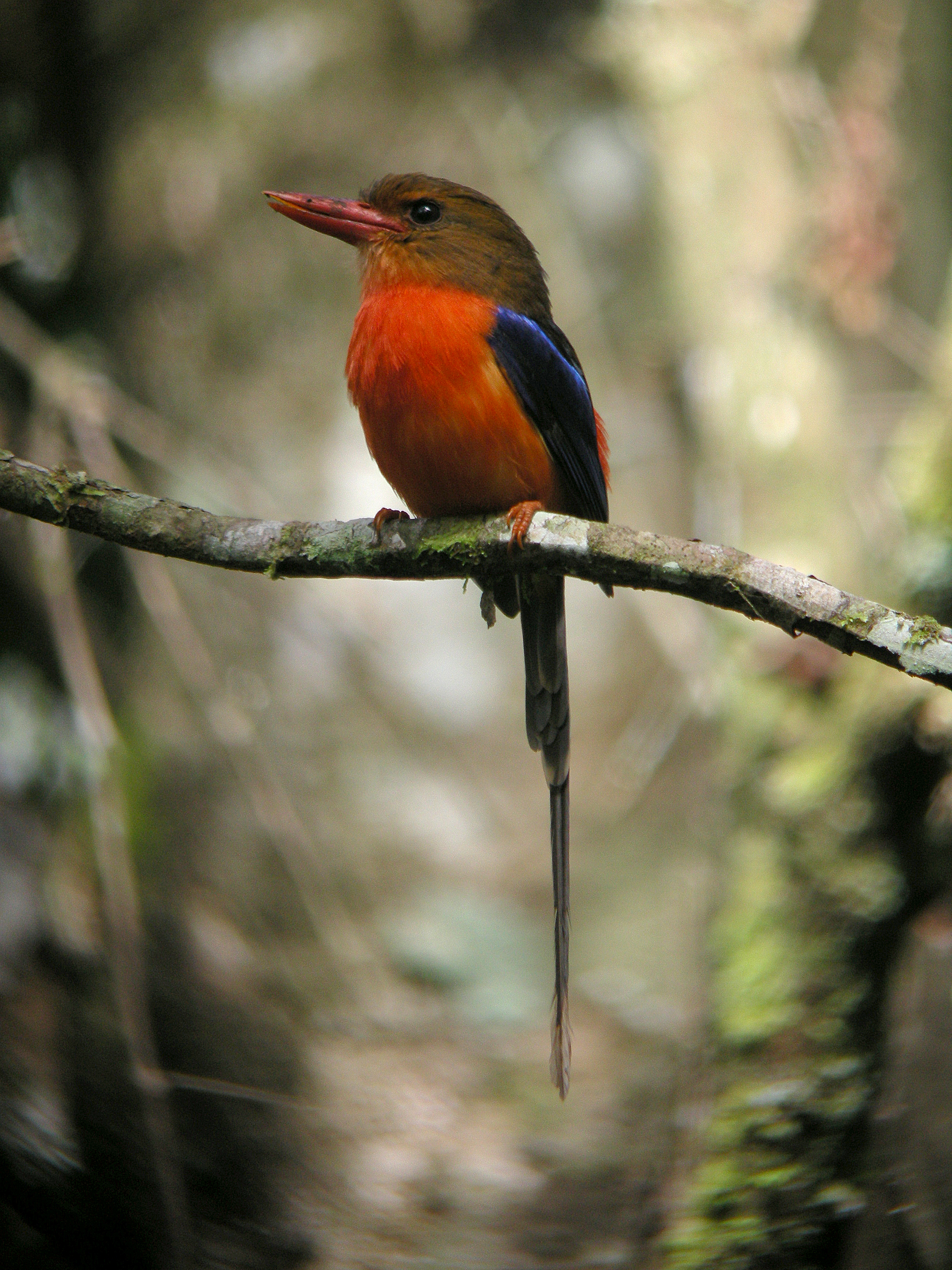
I martin pescatori del paradiso della Nuova Guinea hanno code insolitamente lunghe per il gruppo.

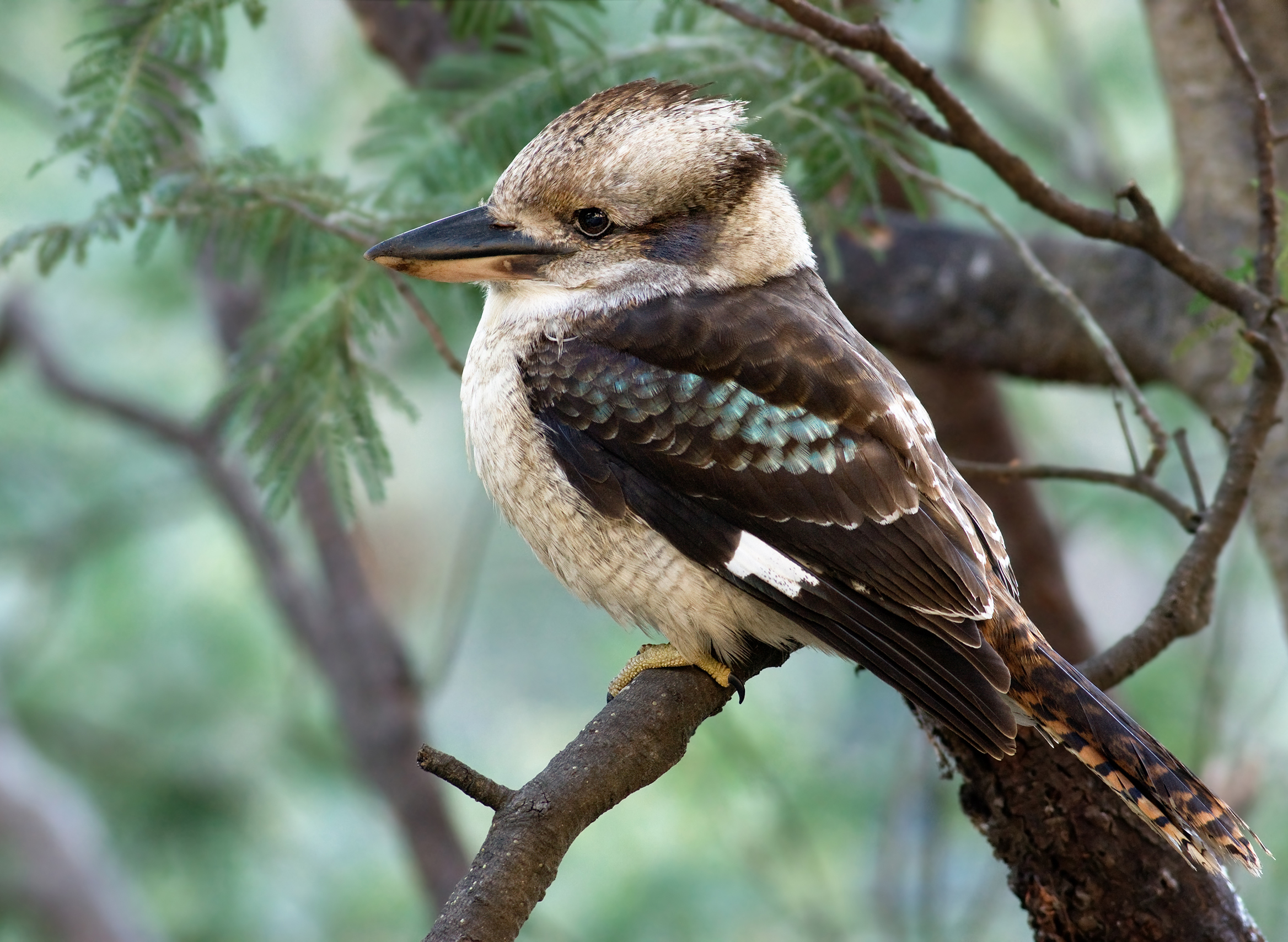
Il richiamo del kookaburra è simile a una risata.

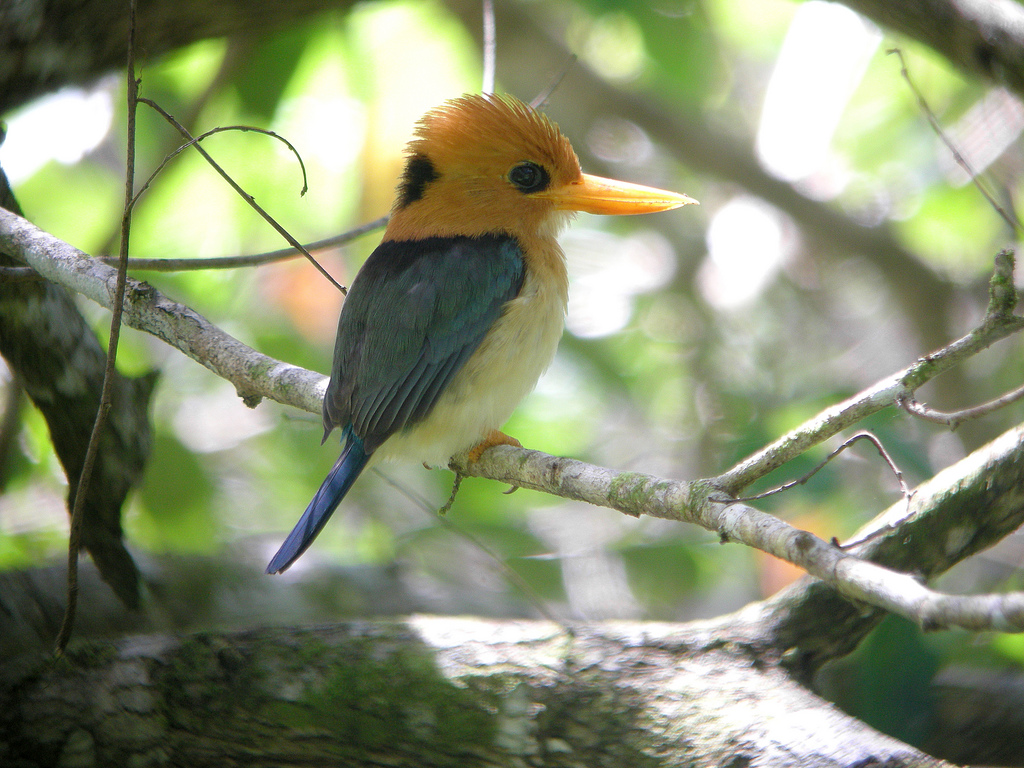
Come molti martin pescatori che vivono nelle foreste, il martin pescatore beccogiallo nidifica spesso nei termitai arboricoli.

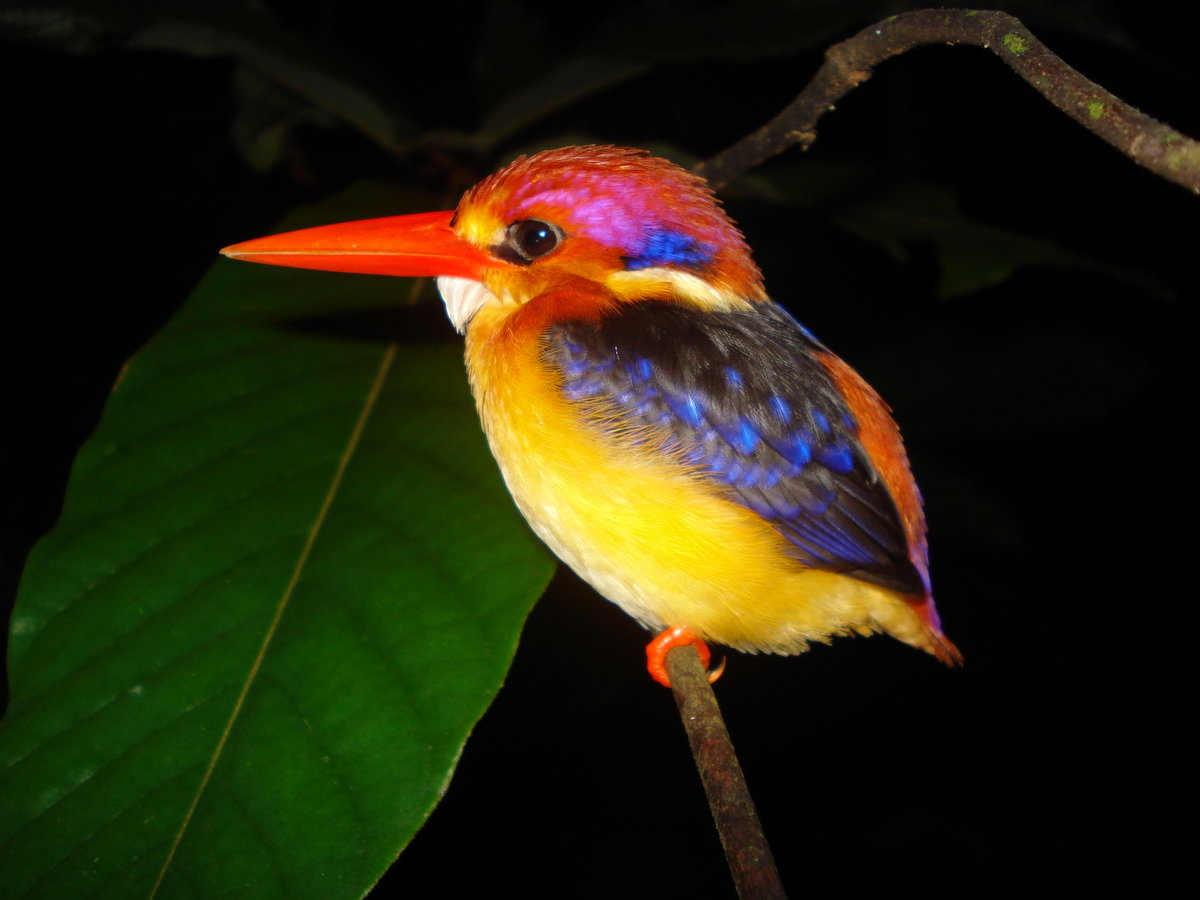
Il martin pescatore tridattilo è considerato un cattivo presagio dai guerrieri della tribù Dusun del Borneo.

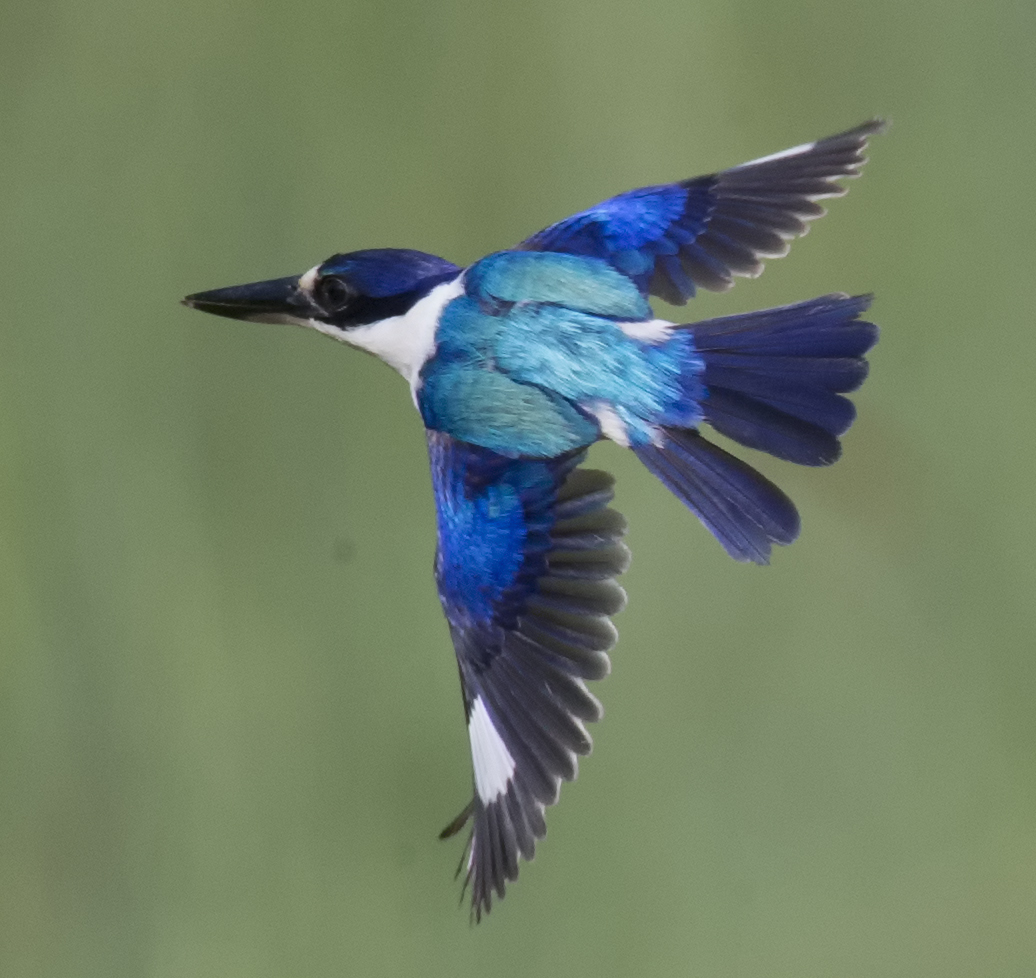
Martin pescatore di foresta nel Queensland.

I martin pescatori sono una famiglia, quella degli Alcedinidi (Alcedinidae Rafinesque, 1815), composta da uccelli di piccole o medie dimensioni, dai colori vivaci, appartenenti all’ordine dei Coraciiformi. Hanno una distribuzione cosmopolita: la maggior parte delle specie vive nelle regioni tropicali di Africa, Asia e Oceania, ma alcune si trovano anche in Europa e nelle Americhe. Si possono incontrare nelle fitte foreste, vicino a stagni tranquilli e a piccoli corsi d'acqua. La famiglia comprende 118 specie, suddivise in tre sottofamiglie e 19 generi. Tutti i martin pescatori presentano una testa grande, un becco lungo, affilato e appuntito, zampe corte e una coda tozza. La maggior parte delle specie possiede un piumaggio brillante, con differenze minime tra i sessi. La maggior parte dei martin pescatori vive nelle zone tropicali e una leggera maggioranza delle specie è presente esclusivamente nelle foreste.
Questi uccelli si nutrono di un'ampia varietà di prede, che solitamente catturano lanciandosi da un posatoio. Sebbene i martin pescatori siano comunemente associati ai fiumi e alla pesca di pesci, molte specie vivono lontano dall'acqua e si cibano di piccoli invertebrati. Come altri membri del loro ordine, nidificano in cavità, di solito in tunnel scavati nelle sponde naturali o artificiali del terreno. Alcuni martin pescatori nidificano nei nidi arboricoli delle termiti. Poche specie, principalmente quelle insulari, sono minacciate di estinzione. In Italia, il termine «martin pescatore» si riferisce solitamente al martin pescatore comune.

## Tassonomia, sistematica ed evoluzione
La famiglia dei martin pescatori, Alcedinidae, appartiene all'ordine dei Coraciiformi, che comprende anche i motmot, i gruccioni, i todi, le ghiandaie marine e le ghiandaie terricole. Il nome della famiglia fu introdotto (come Alcedia) dal polìmate francese Constantine Samuel Rafinesque nel 1815. La famiglia è suddivisa in tre sottofamiglie: i martin pescatori arboricoli (Halcyoninae), i martin pescatori fluviali (Alcedininae) e i martin pescatori acquatici (Cerylinae). Il nome Daceloninae viene talvolta utilizzato per la sottofamiglia dei martin pescatori arboricoli, ma fu introdotto da Charles Lucien Bonaparte nel 1841, mentre Halcyoninae, introdotto da Nicholas Aylward Vigors nel 1825, è anteriore e ha quindi la precedenza. Alcuni tassonomi elevano le tre sottofamiglie al rango di famiglie distinte. Nonostante il termine «martin pescatore» nei nomi comuni, molte di queste specie non sono specialiste nella pesca di pesci; nessuna delle specie appartenenti agli Halcyoninae lo è.
Tutti i martin pescatori sono classificati in un’unica famiglia, gli Alcedinidi, e ricerche recenti suggeriscono che questa debba essere suddivisa in tre sottofamiglie.
Il nome scientifico deriva dalla mitologia greca e dall'antica credenza secondo cui questi uccelli nidificassero in mare aperto, chiamandoli halkyon (in latino halcyon, in italiano alcioni), da hals («mare») e kyon («nato»). Nella mitologia greca, gli dei diedero agli alcioni la capacità di calmare le acque durante la nidificazione. Sempre nella mitologia greca, una delle Pleiadi, Alcione (Alcedo in latino), sposò Ceice, che morì in un naufragio. Alcione, per il dolore, si gettò in mare e gli dei li riportarono entrambi in vita trasformandoli in martin pescatori.
La relazione filogenetica tra i martin pescatori e le altre cinque famiglie che compongono l'ordine dei Coraciiformi è illustrata dal seguente cladogramma. Il numero di specie per ogni famiglia è tratto dall'elenco mantenuto da Frank Gill, Pamela C. Rasmussen e David Donsker per conto dell'International Ornithological Committee (IOC).
|  | Meropidae – gruccioni (31 specie)                                                                                                |
|  | |
|  | \| \| Brachypteraciidae – ghiandaie terricole (5 specie) \| \| \| \| \| \| Coraciidae – ghiandaie marine (13 specie) \| \| \| \| |
|  | |
|  | Brachypteraciidae – ghiandaie terricole (5 specie)                                                                               |
|  | |
|  | Coraciidae – ghiandaie marine (13 specie)                                                                                        |
|  | |

|  | Brachypteraciidae – ghiandaie terricole (5 specie) |
|  |                                                    |
|  | Coraciidae – ghiandaie marine (13 specie)          |
|  |                                                    |

|  | Todidae – todi (5 specie)                                                                                      |
|  | |
|  | \| \| Momotidae – motmot (14 specie) \| \| \| \| \| \| Alcedinidae – martin pescatori (118 specie) \| \| \| \| |
|  | |
|  | Momotidae – motmot (14 specie)                                                                                 |
|  | |
|  | Alcedinidae – martin pescatori (118 specie)                                                                    |
|  | |

|  | Momotidae – motmot (14 specie)              |
|  |                                             |
|  | Alcedinidae – martin pescatori (118 specie) |
|  |                                             |

|  | Meropidae – gruccioni (31 specie)                                                                                                |
|  | |
|  | \| \| Brachypteraciidae – ghiandaie terricole (5 specie) \| \| \| \| \| \| Coraciidae – ghiandaie marine (13 specie) \| \| \| \| |
|  | |
|  | Brachypteraciidae – ghiandaie terricole (5 specie)                                                                               |
|  | |
|  | Coraciidae – ghiandaie marine (13 specie)                                                                                        |
|  | |

|  | Brachypteraciidae – ghiandaie terricole (5 specie) |
|  |                                                    |
|  | Coraciidae – ghiandaie marine (13 specie)          |
|  |                                                    |

|  | Todidae – todi (5 specie)                                                                                      |
|  | |
|  | \| \| Momotidae – motmot (14 specie) \| \| \| \| \| \| Alcedinidae – martin pescatori (118 specie) \| \| \| \| |
|  | |
|  | Momotidae – motmot (14 specie)                                                                                 |
|  | |
|  | Alcedinidae – martin pescatori (118 specie)                                                                    |
|  | |

|  | Momotidae – motmot (14 specie)              |
|  |                                             |
|  | Alcedinidae – martin pescatori (118 specie) |
|  |                                             |

Il centro di diversità dei martin pescatori si trova nella regione australasiana, ma il gruppo ebbe origine nella regione indomalese circa 27 milioni di anni fa e raggiunse più volte l'area australasiana. Fossili di martin pescatore sono stati descritti in rocce dell'Eocene inferiore del Wyoming e dell'Eocene medio della Germania, risalenti a circa 30-40 milioni di anni fa. Fossili più recenti sono stati rinvenuti in rocce del Miocene australiano (5-25 milioni di anni fa). Diversi uccelli fossili sono stati attribuiti erroneamente ai martin pescatori, come Halcyornis delle rocce dell’Eocene inferiore del Kent, considerato anche un gabbiano ma oggi ritenuto appartenente a una famiglia estinta.
Tra le tre sottofamiglie, gli Alcedininae rappresentano il gruppo più basale rispetto alle altre due. Le poche specie presenti nelle Americhe, tutte appartenenti ai Cerylinae, suggeriscono che la scarsa rappresentanza nell'emisfero occidentale sia il risultato di soli due eventi originari di colonizzazione. La sottofamiglia rappresenta una divergenza relativamente recente dagli Halcyoninae, essendosi diversificata nel Vecchio Mondo solo durante il Miocene o il Pliocene.
Il seguente cladogramma si basa su uno studio di filogenesi molecolare pubblicato nel 2017.
|  | Ispidina – 2 specie    |
|  |                        |
|  | Corythornis – 4 specie |
|  |                        |

|  | Alcedo – 7 species |
|  |                    |
|  | Ceyx – 21 specie   |
|  |                    |

|  | Ispidina – 2 specie    |
|  |                        |
|  | Corythornis – 4 specie |
|  |                        |

|  | Alcedo – 7 species |
|  |                    |
|  | Ceyx – 21 specie   |
|  |                    |

|  | Megaceryle – 4 specie                                                                               |
|  | |
|  | \| \| Ceryle – martin pescatore bianco e nero \| \| \| \| \| \| Chloroceryle – 4 specie \| \| \| \| |
|  | |
|  | Ceryle – martin pescatore bianco e nero                                                             |
|  | |
|  | Chloroceryle – 4 specie                                                                             |
|  | |

|  | Ceryle – martin pescatore bianco e nero |
|  |                                         |
|  | Chloroceryle – 4 specie                 |
|  |                                         |

|  | Lacedo – martin pescatore barrato                                              |
|  |                                                                                |
|  | \| \| Pelargopsis – 3 specie \| \| \| \| \| \| Halcyon – 12 specie \| \| \| \| |
|  |                                                                                |
|  | Pelargopsis – 3 specie                                                         |
|  |                                                                                |
|  | Halcyon – 12 specie                                                            |
|  |                                                                                |

|  | Pelargopsis – 3 specie |
|  |                        |
|  | Halcyon – 12 specie    |
|  |                        |

|  | Cittura – 2 specie (martin pescatori lilla)            |
|  |                                                        |
|  | Tanysiptera – 9 specie (martin pescatori del paradiso) |
|  |                                                        |

|  | \| \| Melidora – martin pescatore beccouncinato \| \| \| \| \| \| Dacelo (incluso Clytoceyx) – 5 specie (kookaburra) \| \| \| \| |
|  | |
|  | Actenoides (incluso Caridonax) – 6 specie                                                                                        |
|  | |
|  | Melidora – martin pescatore beccouncinato                                                                                        |
|  | |
|  | Dacelo (incluso Clytoceyx) – 5 specie (kookaburra)                                                                               |
|  | |

|  | Melidora – martin pescatore beccouncinato          |
|  |                                                    |
|  | Dacelo (incluso Clytoceyx) – 5 specie (kookaburra) |
|  |                                                    |

|  | Syma – 2 specie         |
|  |                         |
|  | Todiramphus – 30 specie |
|  |                         |

|  | \| \| Melidora – martin pescatore beccouncinato \| \| \| \| \| \| Dacelo (incluso Clytoceyx) – 5 specie (kookaburra) \| \| \| \| |
|  | |
|  | Actenoides (incluso Caridonax) – 6 specie                                                                                        |
|  | |
|  | Melidora – martin pescatore beccouncinato                                                                                        |
|  | |
|  | Dacelo (incluso Clytoceyx) – 5 specie (kookaburra)                                                                               |
|  | |

|  | Melidora – martin pescatore beccouncinato          |
|  |                                                    |
|  | Dacelo (incluso Clytoceyx) – 5 specie (kookaburra) |
|  |                                                    |

|  | Syma – 2 specie         |
|  |                         |
|  | Todiramphus – 30 specie |
|  |                         |

|  | Cittura – 2 specie (martin pescatori lilla)            |
|  |                                                        |
|  | Tanysiptera – 9 specie (martin pescatori del paradiso) |
|  |                                                        |

|  | \| \| Melidora – martin pescatore beccouncinato \| \| \| \| \| \| Dacelo (incluso Clytoceyx) – 5 specie (kookaburra) \| \| \| \| |
|  | |
|  | Actenoides (incluso Caridonax) – 6 specie                                                                                        |
|  | |
|  | Melidora – martin pescatore beccouncinato                                                                                        |
|  | |
|  | Dacelo (incluso Clytoceyx) – 5 specie (kookaburra)                                                                               |
|  | |

|  | Melidora – martin pescatore beccouncinato          |
|  |                                                    |
|  | Dacelo (incluso Clytoceyx) – 5 specie (kookaburra) |
|  |                                                    |

|  | Syma – 2 specie         |
|  |                         |
|  | Todiramphus – 30 specie |
|  |                         |

|  | \| \| Melidora – martin pescatore beccouncinato \| \| \| \| \| \| Dacelo (incluso Clytoceyx) – 5 specie (kookaburra) \| \| \| \| |
|  | |
|  | Actenoides (incluso Caridonax) – 6 specie                                                                                        |
|  | |
|  | Melidora – martin pescatore beccouncinato                                                                                        |
|  | |
|  | Dacelo (incluso Clytoceyx) – 5 specie (kookaburra)                                                                               |
|  | |

|  | Melidora – martin pescatore beccouncinato          |
|  |                                                    |
|  | Dacelo (incluso Clytoceyx) – 5 specie (kookaburra) |
|  |                                                    |

|  | Syma – 2 specie         |
|  |                         |
|  | Todiramphus – 30 specie |
|  |                         |

|  | Lacedo – martin pescatore barrato                                              |
|  |                                                                                |
|  | \| \| Pelargopsis – 3 specie \| \| \| \| \| \| Halcyon – 12 specie \| \| \| \| |
|  |                                                                                |
|  | Pelargopsis – 3 specie                                                         |
|  |                                                                                |
|  | Halcyon – 12 specie                                                            |
|  |                                                                                |

|  | Pelargopsis – 3 specie |
|  |                        |
|  | Halcyon – 12 specie    |
|  |                        |

|  | Cittura – 2 specie (martin pescatori lilla)            |
|  |                                                        |
|  | Tanysiptera – 9 specie (martin pescatori del paradiso) |
|  |                                                        |

|  | \| \| Melidora – martin pescatore beccouncinato \| \| \| \| \| \| Dacelo (incluso Clytoceyx) – 5 specie (kookaburra) \| \| \| \| |
|  | |
|  | Actenoides (incluso Caridonax) – 6 specie                                                                                        |
|  | |
|  | Melidora – martin pescatore beccouncinato                                                                                        |
|  | |
|  | Dacelo (incluso Clytoceyx) – 5 specie (kookaburra)                                                                               |
|  | |

|  | Melidora – martin pescatore beccouncinato          |
|  |                                                    |
|  | Dacelo (incluso Clytoceyx) – 5 specie (kookaburra) |
|  |                                                    |

|  | Syma – 2 specie         |
|  |                         |
|  | Todiramphus – 30 specie |
|  |                         |

|  | \| \| Melidora – martin pescatore beccouncinato \| \| \| \| \| \| Dacelo (incluso Clytoceyx) – 5 specie (kookaburra) \| \| \| \| |
|  | |
|  | Actenoides (incluso Caridonax) – 6 specie                                                                                        |
|  | |
|  | Melidora – martin pescatore beccouncinato                                                                                        |
|  | |
|  | Dacelo (incluso Clytoceyx) – 5 specie (kookaburra)                                                                               |
|  | |

|  | Melidora – martin pescatore beccouncinato          |
|  |                                                    |
|  | Dacelo (incluso Clytoceyx) – 5 specie (kookaburra) |
|  |                                                    |

|  | Syma – 2 specie         |
|  |                         |
|  | Todiramphus – 30 specie |
|  |                         |

|  | Cittura – 2 specie (martin pescatori lilla)            |
|  |                                                        |
|  | Tanysiptera – 9 specie (martin pescatori del paradiso) |
|  |                                                        |

|  | \| \| Melidora – martin pescatore beccouncinato \| \| \| \| \| \| Dacelo (incluso Clytoceyx) – 5 specie (kookaburra) \| \| \| \| |
|  | |
|  | Actenoides (incluso Caridonax) – 6 specie                                                                                        |
|  | |
|  | Melidora – martin pescatore beccouncinato                                                                                        |
|  | |
|  | Dacelo (incluso Clytoceyx) – 5 specie (kookaburra)                                                                               |
|  | |

|  | Melidora – martin pescatore beccouncinato          |
|  |                                                    |
|  | Dacelo (incluso Clytoceyx) – 5 specie (kookaburra) |
|  |                                                    |

|  | Syma – 2 specie         |
|  |                         |
|  | Todiramphus – 30 specie |
|  |                         |

|  | \| \| Melidora – martin pescatore beccouncinato \| \| \| \| \| \| Dacelo (incluso Clytoceyx) – 5 specie (kookaburra) \| \| \| \| |
|  | |
|  | Actenoides (incluso Caridonax) – 6 specie                                                                                        |
|  | |
|  | Melidora – martin pescatore beccouncinato                                                                                        |
|  | |
|  | Dacelo (incluso Clytoceyx) – 5 specie (kookaburra)                                                                               |
|  | |

|  | Melidora – martin pescatore beccouncinato          |
|  |                                                    |
|  | Dacelo (incluso Clytoceyx) – 5 specie (kookaburra) |
|  |                                                    |

|  | Syma – 2 specie         |
|  |                         |
|  | Todiramphus – 30 specie |
|  |                         |

|  | Megaceryle – 4 specie                                                                               |
|  | |
|  | \| \| Ceryle – martin pescatore bianco e nero \| \| \| \| \| \| Chloroceryle – 4 specie \| \| \| \| |
|  | |
|  | Ceryle – martin pescatore bianco e nero                                                             |
|  | |
|  | Chloroceryle – 4 specie                                                                             |
|  | |

|  | Ceryle – martin pescatore bianco e nero |
|  |                                         |
|  | Chloroceryle – 4 specie                 |
|  |                                         |

|  | Lacedo – martin pescatore barrato                                              |
|  |                                                                                |
|  | \| \| Pelargopsis – 3 specie \| \| \| \| \| \| Halcyon – 12 specie \| \| \| \| |
|  |                                                                                |
|  | Pelargopsis – 3 specie                                                         |
|  |                                                                                |
|  | Halcyon – 12 specie                                                            |
|  |                                                                                |

|  | Pelargopsis – 3 specie |
|  |                        |
|  | Halcyon – 12 specie    |
|  |                        |

|  | Cittura – 2 specie (martin pescatori lilla)            |
|  |                                                        |
|  | Tanysiptera – 9 specie (martin pescatori del paradiso) |
|  |                                                        |

|  | \| \| Melidora – martin pescatore beccouncinato \| \| \| \| \| \| Dacelo (incluso Clytoceyx) – 5 specie (kookaburra) \| \| \| \| |
|  | |
|  | Actenoides (incluso Caridonax) – 6 specie                                                                                        |
|  | |
|  | Melidora – martin pescatore beccouncinato                                                                                        |
|  | |
|  | Dacelo (incluso Clytoceyx) – 5 specie (kookaburra)                                                                               |
|  | |

|  | Melidora – martin pescatore beccouncinato          |
|  |                                                    |
|  | Dacelo (incluso Clytoceyx) – 5 specie (kookaburra) |
|  |                                                    |

|  | Syma – 2 specie         |
|  |                         |
|  | Todiramphus – 30 specie |
|  |                         |

|  | \| \| Melidora – martin pescatore beccouncinato \| \| \| \| \| \| Dacelo (incluso Clytoceyx) – 5 specie (kookaburra) \| \| \| \| |
|  | |
|  | Actenoides (incluso Caridonax) – 6 specie                                                                                        |
|  | |
|  | Melidora – martin pescatore beccouncinato                                                                                        |
|  | |
|  | Dacelo (incluso Clytoceyx) – 5 specie (kookaburra)                                                                               |
|  | |

|  | Melidora – martin pescatore beccouncinato          |
|  |                                                    |
|  | Dacelo (incluso Clytoceyx) – 5 specie (kookaburra) |
|  |                                                    |

|  | Syma – 2 specie         |
|  |                         |
|  | Todiramphus – 30 specie |
|  |                         |

|  | Cittura – 2 specie (martin pescatori lilla)            |
|  |                                                        |
|  | Tanysiptera – 9 specie (martin pescatori del paradiso) |
|  |                                                        |

|  | \| \| Melidora – martin pescatore beccouncinato \| \| \| \| \| \| Dacelo (incluso Clytoceyx) – 5 specie (kookaburra) \| \| \| \| |
|  | |
|  | Actenoides (incluso Caridonax) – 6 specie                                                                                        |
|  | |
|  | Melidora – martin pescatore beccouncinato                                                                                        |
|  | |
|  | Dacelo (incluso Clytoceyx) – 5 specie (kookaburra)                                                                               |
|  | |

|  | Melidora – martin pescatore beccouncinato          |
|  |                                                    |
|  | Dacelo (incluso Clytoceyx) – 5 specie (kookaburra) |
|  |                                                    |

|  | Syma – 2 specie         |
|  |                         |
|  | Todiramphus – 30 specie |
|  |                         |

|  | \| \| Melidora – martin pescatore beccouncinato \| \| \| \| \| \| Dacelo (incluso Clytoceyx) – 5 specie (kookaburra) \| \| \| \| |
|  | |
|  | Actenoides (incluso Caridonax) – 6 specie                                                                                        |
|  | |
|  | Melidora – martin pescatore beccouncinato                                                                                        |
|  | |
|  | Dacelo (incluso Clytoceyx) – 5 specie (kookaburra)                                                                               |
|  | |

|  | Melidora – martin pescatore beccouncinato          |
|  |                                                    |
|  | Dacelo (incluso Clytoceyx) – 5 specie (kookaburra) |
|  |                                                    |

|  | Syma – 2 specie         |
|  |                         |
|  | Todiramphus – 30 specie |
|  |                         |

|  | Lacedo – martin pescatore barrato                                              |
|  |                                                                                |
|  | \| \| Pelargopsis – 3 specie \| \| \| \| \| \| Halcyon – 12 specie \| \| \| \| |
|  |                                                                                |
|  | Pelargopsis – 3 specie                                                         |
|  |                                                                                |
|  | Halcyon – 12 specie                                                            |
|  |                                                                                |

|  | Pelargopsis – 3 specie |
|  |                        |
|  | Halcyon – 12 specie    |
|  |                        |

|  | Cittura – 2 specie (martin pescatori lilla)            |
|  |                                                        |
|  | Tanysiptera – 9 specie (martin pescatori del paradiso) |
|  |                                                        |

|  | \| \| Melidora – martin pescatore beccouncinato \| \| \| \| \| \| Dacelo (incluso Clytoceyx) – 5 specie (kookaburra) \| \| \| \| |
|  | |
|  | Actenoides (incluso Caridonax) – 6 specie                                                                                        |
|  | |
|  | Melidora – martin pescatore beccouncinato                                                                                        |
|  | |
|  | Dacelo (incluso Clytoceyx) – 5 specie (kookaburra)                                                                               |
|  | |

|  | Melidora – martin pescatore beccouncinato          |
|  |                                                    |
|  | Dacelo (incluso Clytoceyx) – 5 specie (kookaburra) |
|  |                                                    |

|  | Syma – 2 specie         |
|  |                         |
|  | Todiramphus – 30 specie |
|  |                         |

|  | \| \| Melidora – martin pescatore beccouncinato \| \| \| \| \| \| Dacelo (incluso Clytoceyx) – 5 specie (kookaburra) \| \| \| \| |
|  | |
|  | Actenoides (incluso Caridonax) – 6 specie                                                                                        |
|  | |
|  | Melidora – martin pescatore beccouncinato                                                                                        |
|  | |
|  | Dacelo (incluso Clytoceyx) – 5 specie (kookaburra)                                                                               |
|  | |

|  | Melidora – martin pescatore beccouncinato          |
|  |                                                    |
|  | Dacelo (incluso Clytoceyx) – 5 specie (kookaburra) |
|  |                                                    |

|  | Syma – 2 specie         |
|  |                         |
|  | Todiramphus – 30 specie |
|  |                         |

|  | Cittura – 2 specie (martin pescatori lilla)            |
|  |                                                        |
|  | Tanysiptera – 9 specie (martin pescatori del paradiso) |
|  |                                                        |

|  | \| \| Melidora – martin pescatore beccouncinato \| \| \| \| \| \| Dacelo (incluso Clytoceyx) – 5 specie (kookaburra) \| \| \| \| |
|  | |
|  | Actenoides (incluso Caridonax) – 6 specie                                                                                        |
|  | |
|  | Melidora – martin pescatore beccouncinato                                                                                        |
|  | |
|  | Dacelo (incluso Clytoceyx) – 5 specie (kookaburra)                                                                               |
|  | |

|  | Melidora – martin pescatore beccouncinato          |
|  |                                                    |
|  | Dacelo (incluso Clytoceyx) – 5 specie (kookaburra) |
|  |                                                    |

|  | Syma – 2 specie         |
|  |                         |
|  | Todiramphus – 30 specie |
|  |                         |

|  | \| \| Melidora – martin pescatore beccouncinato \| \| \| \| \| \| Dacelo (incluso Clytoceyx) – 5 specie (kookaburra) \| \| \| \| |
|  | |
|  | Actenoides (incluso Caridonax) – 6 specie                                                                                        |
|  | |
|  | Melidora – martin pescatore beccouncinato                                                                                        |
|  | |
|  | Dacelo (incluso Clytoceyx) – 5 specie (kookaburra)                                                                               |
|  | |

|  | Melidora – martin pescatore beccouncinato          |
|  |                                                    |
|  | Dacelo (incluso Clytoceyx) – 5 specie (kookaburra) |
|  |                                                    |

|  | Syma – 2 specie         |
|  |                         |
|  | Todiramphus – 30 specie |
|  |                         |

|  | Ispidina – 2 specie    |
|  |                        |
|  | Corythornis – 4 specie |
|  |                        |

|  | Alcedo – 7 species |
|  |                    |
|  | Ceyx – 21 specie   |
|  |                    |

|  | Ispidina – 2 specie    |
|  |                        |
|  | Corythornis – 4 specie |
|  |                        |

|  | Alcedo – 7 species |
|  |                    |
|  | Ceyx – 21 specie   |
|  |                    |

|  | Megaceryle – 4 specie                                                                               |
|  | |
|  | \| \| Ceryle – martin pescatore bianco e nero \| \| \| \| \| \| Chloroceryle – 4 specie \| \| \| \| |
|  | |
|  | Ceryle – martin pescatore bianco e nero                                                             |
|  | |
|  | Chloroceryle – 4 specie                                                                             |
|  | |

|  | Ceryle – martin pescatore bianco e nero |
|  |                                         |
|  | Chloroceryle – 4 specie                 |
|  |                                         |

|  | Lacedo – martin pescatore barrato                                              |
|  |                                                                                |
|  | \| \| Pelargopsis – 3 specie \| \| \| \| \| \| Halcyon – 12 specie \| \| \| \| |
|  |                                                                                |
|  | Pelargopsis – 3 specie                                                         |
|  |                                                                                |
|  | Halcyon – 12 specie                                                            |
|  |                                                                                |

|  | Pelargopsis – 3 specie |
|  |                        |
|  | Halcyon – 12 specie    |
|  |                        |

|  | Cittura – 2 specie (martin pescatori lilla)            |
|  |                                                        |
|  | Tanysiptera – 9 specie (martin pescatori del paradiso) |
|  |                                                        |

|  | \| \| Melidora – martin pescatore beccouncinato \| \| \| \| \| \| Dacelo (incluso Clytoceyx) – 5 specie (kookaburra) \| \| \| \| |
|  | |
|  | Actenoides (incluso Caridonax) – 6 specie                                                                                        |
|  | |
|  | Melidora – martin pescatore beccouncinato                                                                                        |
|  | |
|  | Dacelo (incluso Clytoceyx) – 5 specie (kookaburra)                                                                               |
|  | |

|  | Melidora – martin pescatore beccouncinato          |
|  |                                                    |
|  | Dacelo (incluso Clytoceyx) – 5 specie (kookaburra) |
|  |                                                    |

|  | Syma – 2 specie         |
|  |                         |
|  | Todiramphus – 30 specie |
|  |                         |

|  | \| \| Melidora – martin pescatore beccouncinato \| \| \| \| \| \| Dacelo (incluso Clytoceyx) – 5 specie (kookaburra) \| \| \| \| |
|  | |
|  | Actenoides (incluso Caridonax) – 6 specie                                                                                        |
|  | |
|  | Melidora – martin pescatore beccouncinato                                                                                        |
|  | |
|  | Dacelo (incluso Clytoceyx) – 5 specie (kookaburra)                                                                               |
|  | |

|  | Melidora – martin pescatore beccouncinato          |
|  |                                                    |
|  | Dacelo (incluso Clytoceyx) – 5 specie (kookaburra) |
|  |                                                    |

|  | Syma – 2 specie         |
|  |                         |
|  | Todiramphus – 30 specie |
|  |                         |

|  | Cittura – 2 specie (martin pescatori lilla)            |
|  |                                                        |
|  | Tanysiptera – 9 specie (martin pescatori del paradiso) |
|  |                                                        |

|  | \| \| Melidora – martin pescatore beccouncinato \| \| \| \| \| \| Dacelo (incluso Clytoceyx) – 5 specie (kookaburra) \| \| \| \| |
|  | |
|  | Actenoides (incluso Caridonax) – 6 specie                                                                                        |
|  | |
|  | Melidora – martin pescatore beccouncinato                                                                                        |
|  | |
|  | Dacelo (incluso Clytoceyx) – 5 specie (kookaburra)                                                                               |
|  | |

|  | Melidora – martin pescatore beccouncinato          |
|  |                                                    |
|  | Dacelo (incluso Clytoceyx) – 5 specie (kookaburra) |
|  |                                                    |

|  | Syma – 2 specie         |
|  |                         |
|  | Todiramphus – 30 specie |
|  |                         |

|  | \| \| Melidora – martin pescatore beccouncinato \| \| \| \| \| \| Dacelo (incluso Clytoceyx) – 5 specie (kookaburra) \| \| \| \| |
|  | |
|  | Actenoides (incluso Caridonax) – 6 specie                                                                                        |
|  | |
|  | Melidora – martin pescatore beccouncinato                                                                                        |
|  | |
|  | Dacelo (incluso Clytoceyx) – 5 specie (kookaburra)                                                                               |
|  | |

|  | Melidora – martin pescatore beccouncinato          |
|  |                                                    |
|  | Dacelo (incluso Clytoceyx) – 5 specie (kookaburra) |
|  |                                                    |

|  | Syma – 2 specie         |
|  |                         |
|  | Todiramphus – 30 specie |
|  |                         |

|  | Lacedo – martin pescatore barrato                                              |
|  |                                                                                |
|  | \| \| Pelargopsis – 3 specie \| \| \| \| \| \| Halcyon – 12 specie \| \| \| \| |
|  |                                                                                |
|  | Pelargopsis – 3 specie                                                         |
|  |                                                                                |
|  | Halcyon – 12 specie                                                            |
|  |                                                                                |

|  | Pelargopsis – 3 specie |
|  |                        |
|  | Halcyon – 12 specie    |
|  |                        |

|  | Cittura – 2 specie (martin pescatori lilla)            |
|  |                                                        |
|  | Tanysiptera – 9 specie (martin pescatori del paradiso) |
|  |                                                        |

|  | \| \| Melidora – martin pescatore beccouncinato \| \| \| \| \| \| Dacelo (incluso Clytoceyx) – 5 specie (kookaburra) \| \| \| \| |
|  | |
|  | Actenoides (incluso Caridonax) – 6 specie                                                                                        |
|  | |
|  | Melidora – martin pescatore beccouncinato                                                                                        |
|  | |
|  | Dacelo (incluso Clytoceyx) – 5 specie (kookaburra)                                                                               |
|  | |

|  | Melidora – martin pescatore beccouncinato          |
|  |                                                    |
|  | Dacelo (incluso Clytoceyx) – 5 specie (kookaburra) |
|  |                                                    |

|  | Syma – 2 specie         |
|  |                         |
|  | Todiramphus – 30 specie |
|  |                         |

|  | \| \| Melidora – martin pescatore beccouncinato \| \| \| \| \| \| Dacelo (incluso Clytoceyx) – 5 specie (kookaburra) \| \| \| \| |
|  | |
|  | Actenoides (incluso Caridonax) – 6 specie                                                                                        |
|  | |
|  | Melidora – martin pescatore beccouncinato                                                                                        |
|  | |
|  | Dacelo (incluso Clytoceyx) – 5 specie (kookaburra)                                                                               |
|  | |

|  | Melidora – martin pescatore beccouncinato          |
|  |                                                    |
|  | Dacelo (incluso Clytoceyx) – 5 specie (kookaburra) |
|  |                                                    |

|  | Syma – 2 specie         |
|  |                         |
|  | Todiramphus – 30 specie |
|  |                         |

|  | Cittura – 2 specie (martin pescatori lilla)            |
|  |                                                        |
|  | Tanysiptera – 9 specie (martin pescatori del paradiso) |
|  |                                                        |

|  | \| \| Melidora – martin pescatore beccouncinato \| \| \| \| \| \| Dacelo (incluso Clytoceyx) – 5 specie (kookaburra) \| \| \| \| |
|  | |
|  | Actenoides (incluso Caridonax) – 6 specie                                                                                        |
|  | |
|  | Melidora – martin pescatore beccouncinato                                                                                        |
|  | |
|  | Dacelo (incluso Clytoceyx) – 5 specie (kookaburra)                                                                               |
|  | |

|  | Melidora – martin pescatore beccouncinato          |
|  |                                                    |
|  | Dacelo (incluso Clytoceyx) – 5 specie (kookaburra) |
|  |                                                    |

|  | Syma – 2 specie         |
|  |                         |
|  | Todiramphus – 30 specie |
|  |                         |

|  | \| \| Melidora – martin pescatore beccouncinato \| \| \| \| \| \| Dacelo (incluso Clytoceyx) – 5 specie (kookaburra) \| \| \| \| |
|  | |
|  | Actenoides (incluso Caridonax) – 6 specie                                                                                        |
|  | |
|  | Melidora – martin pescatore beccouncinato                                                                                        |
|  | |
|  | Dacelo (incluso Clytoceyx) – 5 specie (kookaburra)                                                                               |
|  | |

|  | Melidora – martin pescatore beccouncinato          |
|  |                                                    |
|  | Dacelo (incluso Clytoceyx) – 5 specie (kookaburra) |
|  |                                                    |

|  | Syma – 2 specie         |
|  |                         |
|  | Todiramphus – 30 specie |
|  |                         |

|  | Megaceryle – 4 specie                                                                               |
|  | |
|  | \| \| Ceryle – martin pescatore bianco e nero \| \| \| \| \| \| Chloroceryle – 4 specie \| \| \| \| |
|  | |
|  | Ceryle – martin pescatore bianco e nero                                                             |
|  | |
|  | Chloroceryle – 4 specie                                                                             |
|  | |

|  | Ceryle – martin pescatore bianco e nero |
|  |                                         |
|  | Chloroceryle – 4 specie                 |
|  |                                         |

|  | Lacedo – martin pescatore barrato                                              |
|  |                                                                                |
|  | \| \| Pelargopsis – 3 specie \| \| \| \| \| \| Halcyon – 12 specie \| \| \| \| |
|  |                                                                                |
|  | Pelargopsis – 3 specie                                                         |
|  |                                                                                |
|  | Halcyon – 12 specie                                                            |
|  |                                                                                |

|  | Pelargopsis – 3 specie |
|  |                        |
|  | Halcyon – 12 specie    |
|  |                        |

|  | Cittura – 2 specie (martin pescatori lilla)            |
|  |                                                        |
|  | Tanysiptera – 9 specie (martin pescatori del paradiso) |
|  |                                                        |

|  | \| \| Melidora – martin pescatore beccouncinato \| \| \| \| \| \| Dacelo (incluso Clytoceyx) – 5 specie (kookaburra) \| \| \| \| |
|  | |
|  | Actenoides (incluso Caridonax) – 6 specie                                                                                        |
|  | |
|  | Melidora – martin pescatore beccouncinato                                                                                        |
|  | |
|  | Dacelo (incluso Clytoceyx) – 5 specie (kookaburra)                                                                               |
|  | |

|  | Melidora – martin pescatore beccouncinato          |
|  |                                                    |
|  | Dacelo (incluso Clytoceyx) – 5 specie (kookaburra) |
|  |                                                    |

|  | Syma – 2 specie         |
|  |                         |
|  | Todiramphus – 30 specie |
|  |                         |

|  | \| \| Melidora – martin pescatore beccouncinato \| \| \| \| \| \| Dacelo (incluso Clytoceyx) – 5 specie (kookaburra) \| \| \| \| |
|  | |
|  | Actenoides (incluso Caridonax) – 6 specie                                                                                        |
|  | |
|  | Melidora – martin pescatore beccouncinato                                                                                        |
|  | |
|  | Dacelo (incluso Clytoceyx) – 5 specie (kookaburra)                                                                               |
|  | |

|  | Melidora – martin pescatore beccouncinato          |
|  |                                                    |
|  | Dacelo (incluso Clytoceyx) – 5 specie (kookaburra) |
|  |                                                    |

|  | Syma – 2 specie         |
|  |                         |
|  | Todiramphus – 30 specie |
|  |                         |

|  | Cittura – 2 specie (martin pescatori lilla)            |
|  |                                                        |
|  | Tanysiptera – 9 specie (martin pescatori del paradiso) |
|  |                                                        |

|  | \| \| Melidora – martin pescatore beccouncinato \| \| \| \| \| \| Dacelo (incluso Clytoceyx) – 5 specie (kookaburra) \| \| \| \| |
|  | |
|  | Actenoides (incluso Caridonax) – 6 specie                                                                                        |
|  | |
|  | Melidora – martin pescatore beccouncinato                                                                                        |
|  | |
|  | Dacelo (incluso Clytoceyx) – 5 specie (kookaburra)                                                                               |
|  | |

|  | Melidora – martin pescatore beccouncinato          |
|  |                                                    |
|  | Dacelo (incluso Clytoceyx) – 5 specie (kookaburra) |
|  |                                                    |

|  | Syma – 2 specie         |
|  |                         |
|  | Todiramphus – 30 specie |
|  |                         |

|  | \| \| Melidora – martin pescatore beccouncinato \| \| \| \| \| \| Dacelo (incluso Clytoceyx) – 5 specie (kookaburra) \| \| \| \| |
|  | |
|  | Actenoides (incluso Caridonax) – 6 specie                                                                                        |
|  | |
|  | Melidora – martin pescatore beccouncinato                                                                                        |
|  | |
|  | Dacelo (incluso Clytoceyx) – 5 specie (kookaburra)                                                                               |
|  | |

|  | Melidora – martin pescatore beccouncinato          |
|  |                                                    |
|  | Dacelo (incluso Clytoceyx) – 5 specie (kookaburra) |
|  |                                                    |

|  | Syma – 2 specie         |
|  |                         |
|  | Todiramphus – 30 specie |
|  |                         |

|  | Lacedo – martin pescatore barrato                                              |
|  |                                                                                |
|  | \| \| Pelargopsis – 3 specie \| \| \| \| \| \| Halcyon – 12 specie \| \| \| \| |
|  |                                                                                |
|  | Pelargopsis – 3 specie                                                         |
|  |                                                                                |
|  | Halcyon – 12 specie                                                            |
|  |                                                                                |

|  | Pelargopsis – 3 specie |
|  |                        |
|  | Halcyon – 12 specie    |
|  |                        |

|  | Cittura – 2 specie (martin pescatori lilla)            |
|  |                                                        |
|  | Tanysiptera – 9 specie (martin pescatori del paradiso) |
|  |                                                        |

|  | \| \| Melidora – martin pescatore beccouncinato \| \| \| \| \| \| Dacelo (incluso Clytoceyx) – 5 specie (kookaburra) \| \| \| \| |
|  | |
|  | Actenoides (incluso Caridonax) – 6 specie                                                                                        |
|  | |
|  | Melidora – martin pescatore beccouncinato                                                                                        |
|  | |
|  | Dacelo (incluso Clytoceyx) – 5 specie (kookaburra)                                                                               |
|  | |

|  | Melidora – martin pescatore beccouncinato          |
|  |                                                    |
|  | Dacelo (incluso Clytoceyx) – 5 specie (kookaburra) |
|  |                                                    |

|  | Syma – 2 specie         |
|  |                         |
|  | Todiramphus – 30 specie |
|  |                         |

|  | \| \| Melidora – martin pescatore beccouncinato \| \| \| \| \| \| Dacelo (incluso Clytoceyx) – 5 specie (kookaburra) \| \| \| \| |
|  | |
|  | Actenoides (incluso Caridonax) – 6 specie                                                                                        |
|  | |
|  | Melidora – martin pescatore beccouncinato                                                                                        |
|  | |
|  | Dacelo (incluso Clytoceyx) – 5 specie (kookaburra)                                                                               |
|  | |

|  | Melidora – martin pescatore beccouncinato          |
|  |                                                    |
|  | Dacelo (incluso Clytoceyx) – 5 specie (kookaburra) |
|  |                                                    |

|  | Syma – 2 specie         |
|  |                         |
|  | Todiramphus – 30 specie |
|  |                         |

|  | Cittura – 2 specie (martin pescatori lilla)            |
|  |                                                        |
|  | Tanysiptera – 9 specie (martin pescatori del paradiso) |
|  |                                                        |

|  | \| \| Melidora – martin pescatore beccouncinato \| \| \| \| \| \| Dacelo (incluso Clytoceyx) – 5 specie (kookaburra) \| \| \| \| |
|  | |
|  | Actenoides (incluso Caridonax) – 6 specie                                                                                        |
|  | |
|  | Melidora – martin pescatore beccouncinato                                                                                        |
|  | |
|  | Dacelo (incluso Clytoceyx) – 5 specie (kookaburra)                                                                               |
|  | |

|  | Melidora – martin pescatore beccouncinato          |
|  |                                                    |
|  | Dacelo (incluso Clytoceyx) – 5 specie (kookaburra) |
|  |                                                    |

|  | Syma – 2 specie         |
|  |                         |
|  | Todiramphus – 30 specie |
|  |                         |

|  | \| \| Melidora – martin pescatore beccouncinato \| \| \| \| \| \| Dacelo (incluso Clytoceyx) – 5 specie (kookaburra) \| \| \| \| |
|  | |
|  | Actenoides (incluso Caridonax) – 6 specie                                                                                        |
|  | |
|  | Melidora – martin pescatore beccouncinato                                                                                        |
|  | |
|  | Dacelo (incluso Clytoceyx) – 5 specie (kookaburra)                                                                               |
|  | |

|  | Melidora – martin pescatore beccouncinato          |
|  |                                                    |
|  | Dacelo (incluso Clytoceyx) – 5 specie (kookaburra) |
|  |                                                    |

|  | Syma – 2 specie         |
|  |                         |
|  | Todiramphus – 30 specie |
|  |                         |

## Descrizione
La specie di martin pescatore più piccola è il martin pescatore nano africano (Ispidina lecontei), che in media misura 10 cm di lunghezza e pesa tra i 9 e i 12 grammi. Il più grande martin pescatore africano è il martin pescatore gigante (Megaceryle maxima), che raggiunge una lunghezza compresa tra 42 e 46 cm e un peso tra 255 e 426 grammi. Il martin pescatore australiano più comune, noto kookaburra sghignazzante (Dacelo novaeguineae), è la specie più pesante: le femmine possono raggiungere quasi i 500 grammi di peso.
Il piumaggio della maggior parte dei martin pescatori è vivace, con il verde e il blu come colori predominanti. L'intensità di questi colori non è dovuta all'iridescenza (ad eccezione dei martin pescatori americani) né ai pigmenti, ma è il risultato della struttura delle piume, che provoca la dispersione della luce blu (effetto Tyndall). Nella maggior parte delle specie non esistono differenze evidenti tra i sessi; quando presenti, sono comunque molto ridotte (meno del 10%).
I martin pescatori possiedono lunghi becchi simili a pugnali. Il becco è solitamente più lungo e compresso nelle specie che cacciano pesci, mentre è più corto e largo in quelle che catturano prede a terra. Il becco più grande e atipico appartiene al kookaburra becco a pala, che lo utilizza per scavare nel suolo della foresta alla ricerca di prede. Generalmente, hanno zampe corte, anche se nelle specie che si alimentano a terra il tarso è più lungo. La maggior parte delle specie ha quattro dita, tre delle quali rivolte in avanti e parzialmente fuse alla base («sindattilia»).
Le iridi della maggior parte delle specie sono di colore marrone scuro. I martin pescatori hanno una vista eccellente: sono in grado di percepire la profondità grazie alla visione binoculare e, in particolare, si ritiene che abbiano una buona percezione dei colori. Hanno una mobilità ridotta degli occhi nelle orbite e usano i movimenti della testa per seguire le prede. Inoltre, sono in grado di compensare la rifrazione e la riflessione dell'acqua durante la caccia subacquea, riuscendo a valutare con precisione la profondità sotto la superficie. Possiedono anche una membrana nittitante che protegge gli occhi quando si immergono; il martin pescatore bianco e nero possiede una placca ossea che scivola sull'occhio quando entra in acqua.

## Distribuzione e habitat

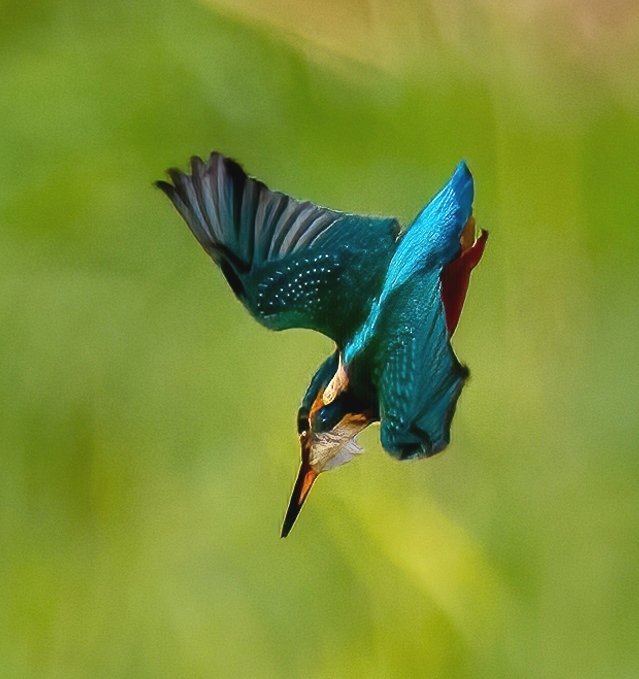
Alcedo atthis in picchiata verso la preda.

I martin pescatori hanno una distribuzione cosmopolita e si trovano in tutte le regioni tropicali e temperate del mondo. Sono assenti nelle regioni polari e in alcuni dei deserti più aridi del pianeta. Diverse specie hanno raggiunto gruppi insulari, in particolare quelli situati nel Pacifico meridionale e orientale. Le aree di massima presenza di questo gruppo sono le zone tropicali del Vecchio Mondo e l'Australasia. L'Europa e il Nord America a nord del Messico sono invece molto poco rappresentati, con una sola specie comune in ciascun continente (il martin pescatore comune in Europa e il martin pescatore americano in Nord America) e due specie rare o molto localizzate: il martin pescatore dal collare e il martin pescatore verde nel sud-ovest degli Stati Uniti, il martin pescatore bianco e nero e il martin pescatore di Smirne nel sud-est dell'Europa. Le sei specie presenti nelle Americhe comprendono quattro martin pescatori verdi strettamente imparentati appartenenti al genere Chloroceryle e due grandi martin pescatori crestati del genere Megaceryle. Persino il Sud America tropicale ospita solo cinque specie, a cui si aggiunge il martin pescatore americano che vi sverna. In confronto, il Gambia, in Africa, ospita otto specie stanziali in un'area di soli 193 per 32 km.
Alcune specie possono avere areali molto vasti, come il martin pescatore comune, che si estende dall'Irlanda attraverso l'Europa, il Nord Africa e l'Asia fino alle Isole Salomone in Australasia, o il martin pescatore bianco e nero, diffuso sia in Africa sia in Asia. Altre specie invece hanno areali molto più ristretti, in particolare quelle insulari endemiche di singole piccole isole, come il martin pescatore del paradiso di Elliot, limitato all'isola di Kofiau presso la Nuova Guinea.
I martin pescatori occupano una vasta gamma di habitat. Sebbene siano spesso associati a fiumi e laghi, oltre la metà delle specie mondiali si trova in foreste e corsi d'acqua forestali. Occupano anche molti altri tipi di ambiente: ad esempio, il martin pescatore dal groppone rosso dell'Australia vive nei deserti più aridi, anche se i martin pescatori sono assenti da altri deserti secchi come il Sahara. Altre specie vivono in alta montagna, in boscaglie aperte o su atolli corallini tropicali. Numerose specie si sono adattate anche ad ambienti modificati dall'uomo, soprattutto quelle adattate agli ambienti boschivi, e si possono trovare in zone coltivate, agricole e persino in parchi e giardini di città e paesi.

## Comportamento ed ecologia

### Dieta e alimentazione
I martin pescatori si nutrono di una grande varietà di prede. Sono famosi soprattutto per la caccia e il consumo di pesci, e alcune specie sono effettivamente specializzate in questo, ma altre catturano anche crostacei, rane e altri anfibi, anellidi, molluschi, insetti, ragni, centopiedi, rettili (compresi i serpenti), e persino uccelli e mammiferi. Alcune specie sono specializzate in pochi tipi di preda, mentre altre hanno una dieta molto varia, e per le specie distribuite su ampie aree geografiche, diverse popolazioni possono presentare regimi alimentari differenti. I martin pescatori delle foreste si nutrono principalmente di insetti, in particolare cavallette, mentre quelli acquatici sono più specializzati nella pesca. Il martin pescatore dal groppone rosso, ad esempio, è stato osservato mentre rompeva i nidi di fango delle rondini capirosse australiane per nutrirsi dei loro piccoli. I martin pescatori di tutte e tre le sottofamiglie cacciano di solito appostandosi su un posatoio ben esposto; quando individuano una preda, si lanciano in picchiata per afferrarla e poi ritornano sul posatoio. Tutte le specie colpiscono le prede più grandi contro il posatoio per ucciderle e per rompere o eliminare eventuali spine e ossa protettive. Dopo averla percossa, la preda viene manipolata e poi ingerita. Talvolta viene rigettata una borra composta da ossa, scaglie e altri materiali non digeribili. Il kookaburra becco a pala utilizza il suo becco largo e massiccio come una pala per scavare nel fango in cerca di vermi.

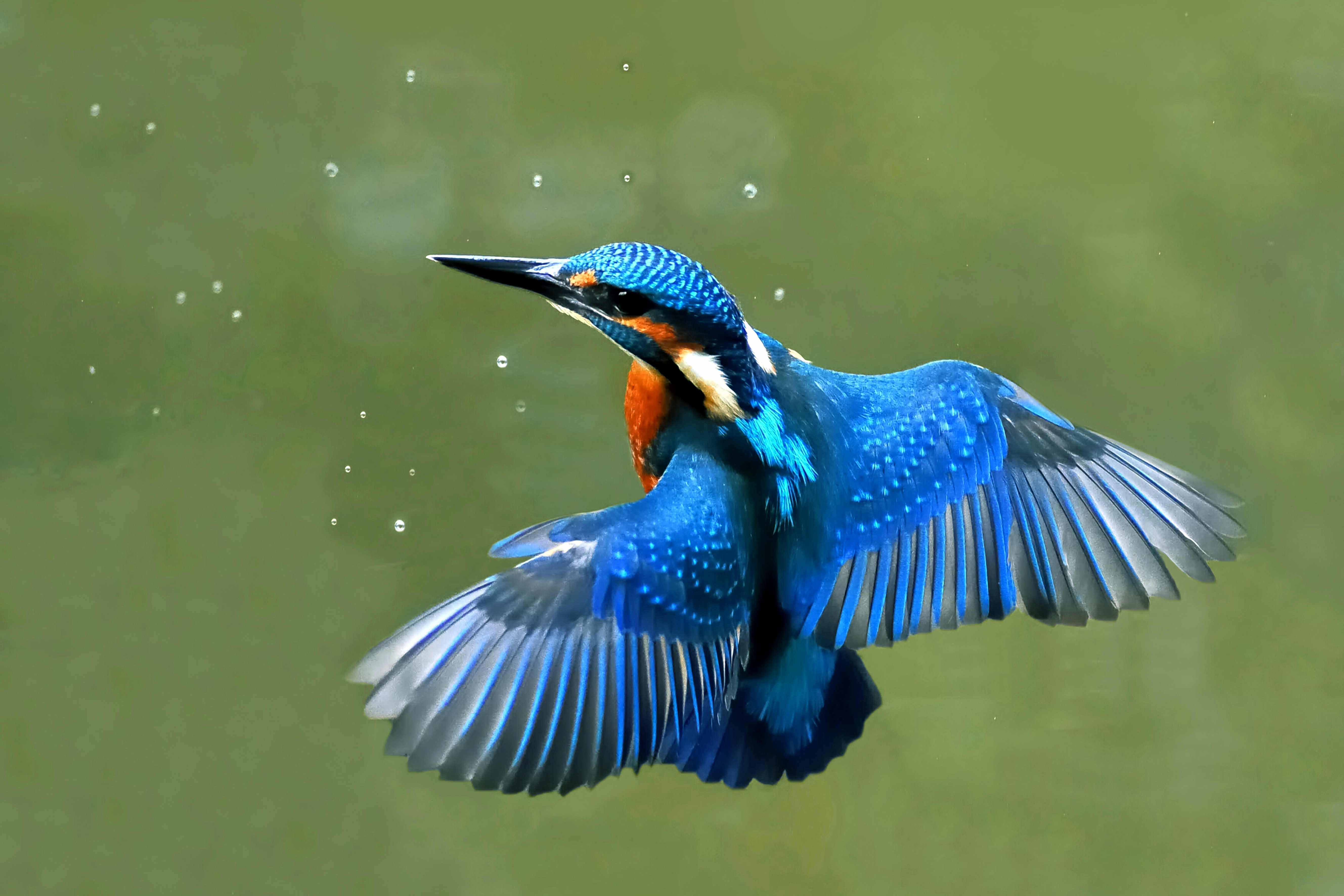
Martin pescatore comune che volteggia
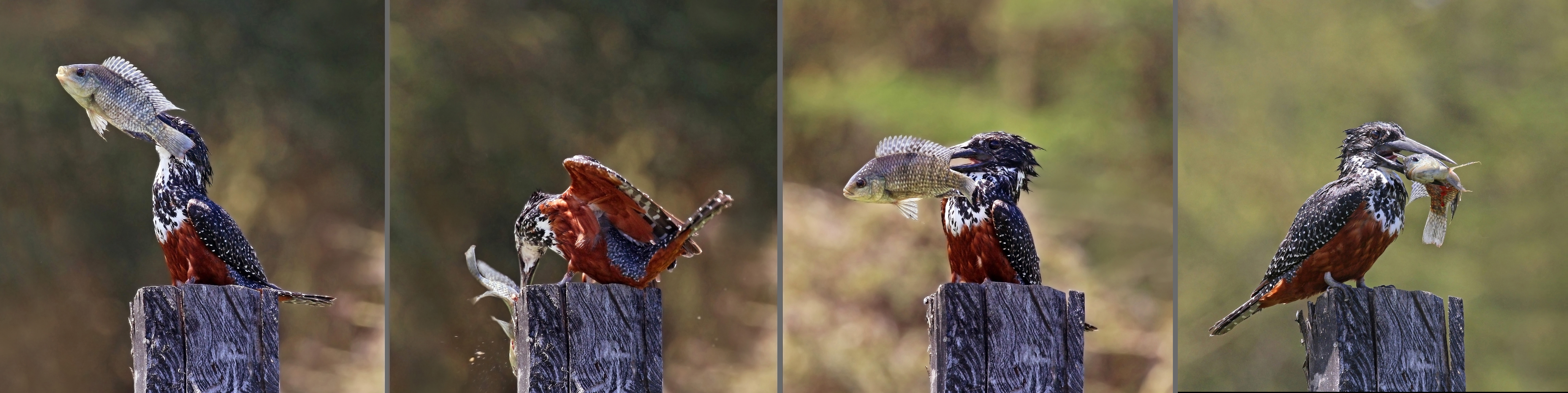
Martin pescatore gigante che rompe la spina dorsale del pesce tilapia
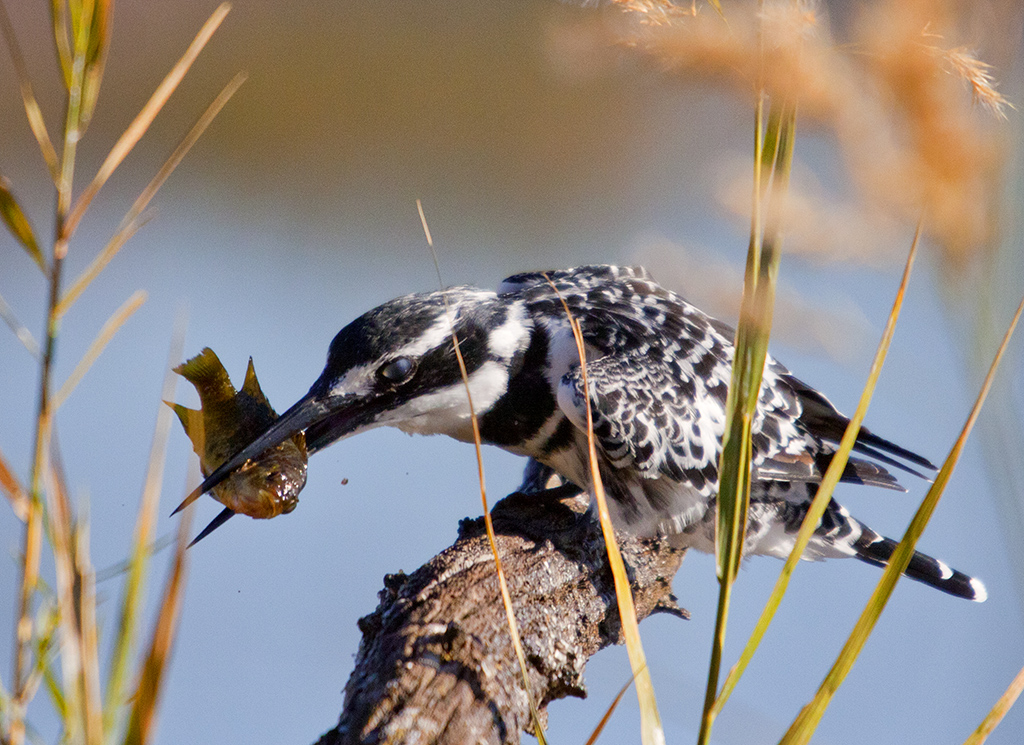
Martin pescatore bianco e nero che uccide un pesce
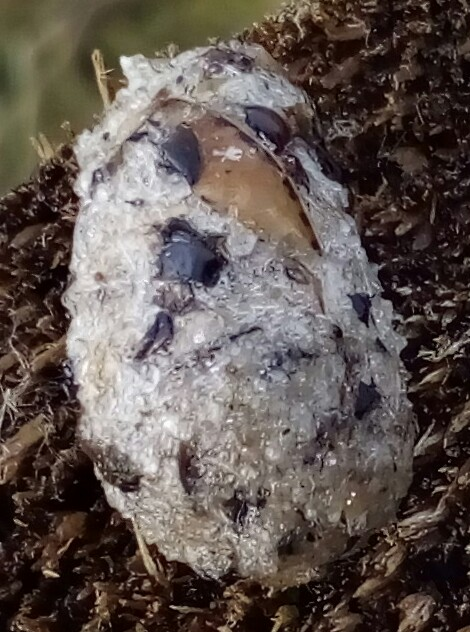
Borra di un martin pescatore comune

### Riproduzione
I martin pescatori sono territoriali, e alcune specie difendono con vigore il proprio territorio. Sono generalmente monogami, anche se in alcune specie è stata osservata la riproduzione cooperativa e in altre è addirittura abbastanza comune, come nel kookaburra sghignazzante, dove individui «aiutanti» collaborano con la coppia dominante nella cura della prole.
Come tutti i Coraciiformi, i martin pescatori nidificano in cavità, oltre che sugli alberi; la maggior parte delle specie scava gallerie nel terreno per deporre le uova. Questi tunnel si trovano di solito nelle rive di fiumi, laghi o fossati artificiali. Alcune specie nidificano anche in cavità negli alberi, tra le radici esposte di alberi sradicati, oppure nei nidi delle termiti arboricole. Questi nidi di termiti sono comuni tra le specie forestali. Il nido è costituito da una piccola camera situata all'estremità di un tunnel. Lo scavo del nido viene eseguito da entrambi i sessi. Durante i primi scavi, il martin pescatore può lanciarsi con forza contro il punto scelto e, talvolta, può ferirsi mortalmente. La lunghezza dei tunnel varia a seconda della specie e del luogo: i nidi nei termitai sono necessariamente più corti di quelli scavati nel terreno, e i nidi in substrati più duri sono più brevi rispetto a quelli realizzati in terreni soffici o sabbiosi. I tunnel più lunghi finora documentati sono quelli del martin pescatore gigante, che possono raggiungere gli 8,5 metri di lunghezza.
Le uova dei martin pescatori sono sempre bianche. Il numero tipico di uova per nidiata varia a seconda della specie: alcune tra le più grandi e le più piccole depongono solo due uova per covata, mentre altre possono deporne fino a dieci; il valore più comune è tra tre e sei uova. Entrambi i genitori incubano le uova. I piccoli di martin pescatore di solito rimangono con i genitori per tre o quattro mesi.

## Stato di conservatione

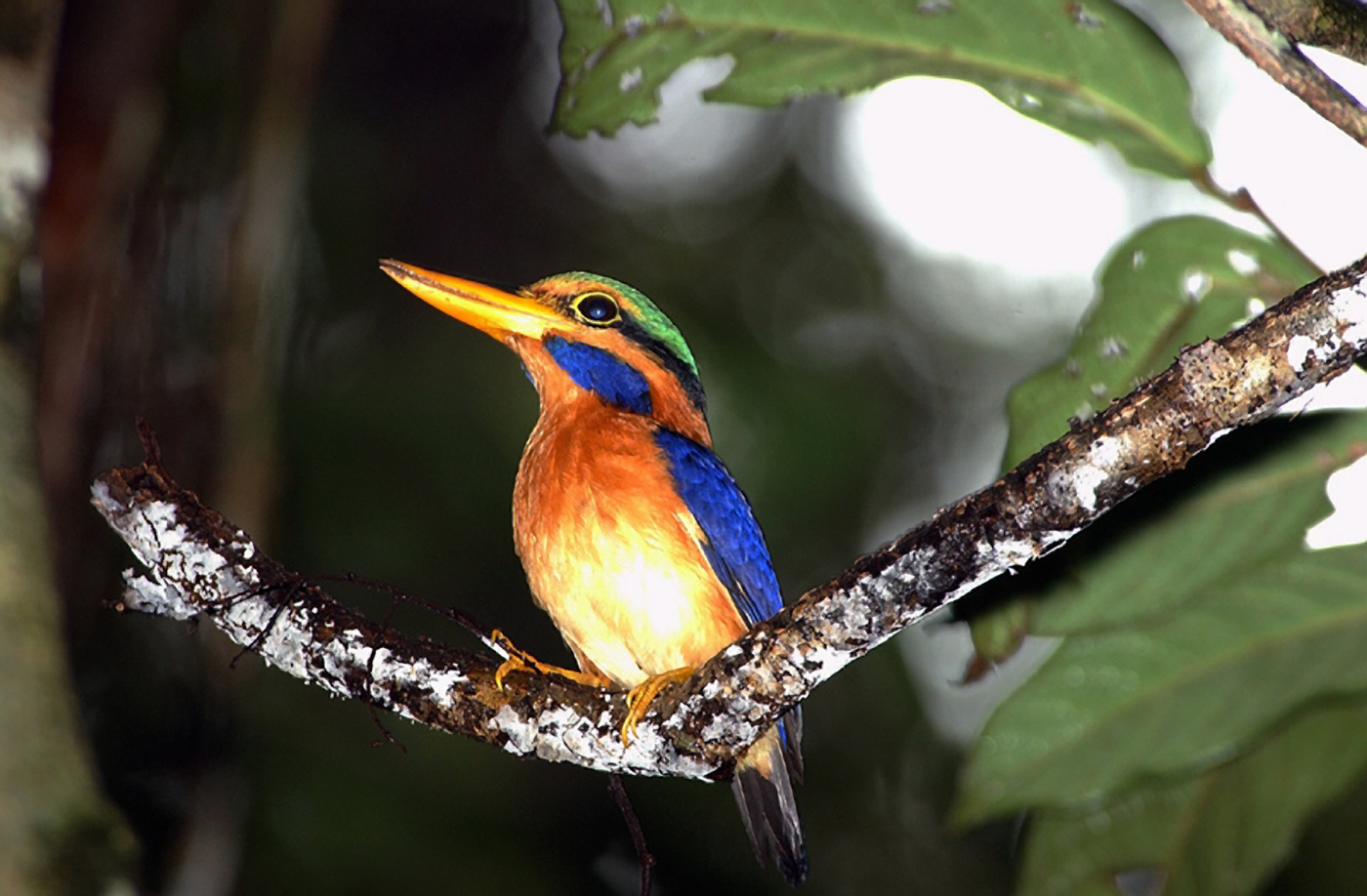
Il martin pescatore dal collare rossiccio è classificato come specie prossima alla minaccia a causa della rapida perdita del suo habitat nella foresta pluviale.

Diverse specie di martin pescatore sono considerate minacciate dalle attività umane e rischiano l'estinzione. La maggior parte di queste appartiene a specie forestali dalla distribuzione limitata, in particolare specie insulari. Le principali minacce sono rappresentate dalla perdita di habitat dovuta al disboscamento o al degrado delle foreste e, in alcuni casi, dalla presenza di specie introdotte. Il martin pescatore delle Marchesi, nella Polinesia Francese, è classificato come in pericolo critico a causa della combinazione tra perdita e degrado dell'habitat dovuti all'introduzione del bestiame e, probabilmente, anche alla predazione da parte di specie aliene introdotte.

## Rapporti con l'uomo
I martin pescatori sono generalmente uccelli schivi, ma nonostante ciò occupano un posto importante nella cultura umana, soprattutto per la testa grande che sorregge un becco possente, il piumaggio brillante o il comportamento peculiare di alcune specie.
Per il popolo Dusun del Borneo, il martin pescatore tridattilo è considerato un cattivo presagio, e i guerrieri che ne vedono uno sulla strada verso la battaglia dovrebbero tornare a casa. Un'altra tribù del Borneo considera invece il martin pescatore barrato come un uccello portafortuna, di buon auspicio.
Il martin pescatore sacro, insieme ad altre specie pacifiche di martin pescatore, era venerato dai polinesiani, che ritenevano che avesse il potere di controllare i mari e le onde.
Anche la tassonomia moderna fa riferimento ai venti e al mare nell'attribuire i nomi ai martin pescatori, riprendendo un mito della Grecia classica. La prima coppia di uccelli mitici Alcioni (martin pescatori) sarebbe nata dal matrimonio tra Alcione e Ceice. Nei miti, i due commisero l'empietà di paragonarsi a Zeus ed Era. Per questo furono puniti con la morte, ma gli altri dèi, mossi a compassione, li trasformarono in uccelli, restituendo loro l'habitat originario sulle rive del mare. Inoltre, vennero loro concessi i cosiddetti «giorni alcionii»: si tratta dei sette giorni a cavallo del solstizio d'inverno in cui, per loro, le tempeste non si verificano più. Questi giorni erano destinati alla cura della covata nata in inverno, ma l'espressione «giorni alcionii» viene utilizzata anche per indicare un periodo idilliaco del passato o, in senso generale, un tempo di pace. In un'altra versione del mito, una donna di nome Alcione fu gettata tra le onde dal padre a causa della sua promiscuità e venne trasformata in martin pescatore.
Diverse specie di martin pescatore e reperti della cultura umana sono stati battezzati in riferimento a questa metamorfosi mitica:
- Il genere Ceyx (tra i martin pescatori fluviali) prende il nome da lui.
- La sottofamiglia dei martin pescatori arboricoli, Halcyoninae, prende il nome dalla moglie, così come il genere Halcyon.
- Anche il nome specifico del martin pescatore americano (Megaceryle alcyon) fa riferimento ad Alcione.

L'etimologia di «martin pescatore» è piuttosto interessante e coinvolge diversi passaggi attraverso lingue e credenze popolari europee. L'espressione italiana «martin pescatore» deriva dal francese martin-pêcheur, a sua volta attestato già dal XVI secolo. Nel francese antico, martin è un nome proprio, la forma francese di Martino, spesso associato a San Martino di Tours, uno dei santi più popolari d'Europa. La seconda parte, pêcheur, significa «pescatore», per via delle abitudini alimentari dell'uccello, che si nutre prevalentemente di pesci. La denominazione completa, dunque, indica un «Martino pescatore», cioè un «Martino che pesca». Ma perché «Martino»? Qui entra in gioco una lunga tradizione di denominare gli uccelli con nomi propri, spesso legati a santi, come accade ad esempio anche con l'«assiolo» (chiamato in alcune aree «uccello di Sant'Antonio»). È probabile che il nome sia stato scelto per via dei colori vivaci e del comportamento particolare di questo uccello, e anche perché il periodo di attività del martin pescatore in alcune regioni coincideva con la festa di San Martino (11 novembre). Tuttavia, l'associazione diretta con il santo non è documentata in modo inequivocabile; si tratta piuttosto di una consuetudine onomastica popolare. Il termine è poi passato dall'italiano al francese, e viceversa, stabilizzandosi nelle forme odierne. Nella lingua inglese, invece, il termine kingfisher riflette una diversa origine: king (re) + fisher (pescatore), probabilmente per la livrea regale dell'uccello.